# 大科比林
51°18′51″N 28°32′45″E / 51.31417°N 28.54583°E
大科比林（烏克蘭語：Великий Кобилин），是烏克蘭北部的村莊，隸屬日托米爾州的科羅斯滕區。該村面積0.16平方公里，海拔高度213米，2001年人口207，人口密度每平方公里1,318人。